# أيل الأب دافيد
أيل الأب دافيد أو ميلو (الاسم العلمي: Elaphurus davidianus) نوع من الأيائل يفضل المستنقعات، ويعتقد أنه من الحيوانات الأصلية في المناطق شبه الاستوائية في الصين. ويعرف في الأسر فقط لأنه انقرض في البرية.

## الخصائص

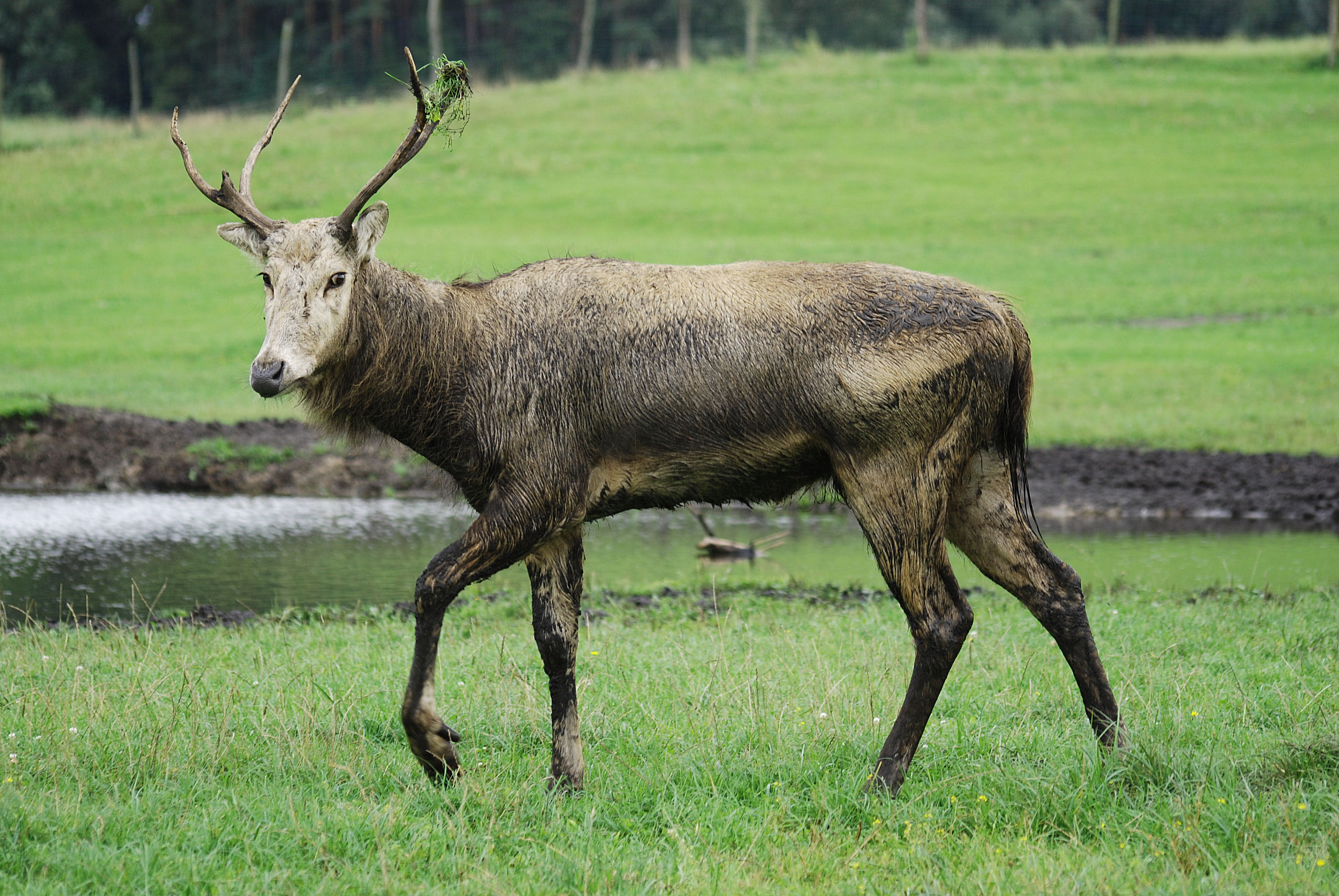
ذكر أيل الأب دافيد

- أيل الأب دافيد تزن 150-200 كجم (330-440 رطلا)، ويصل ارتفاعها حوالي (1.15 م) عند الكتفين.تصل فترة الحمل لمدة تسعة أشهر، يولد واحد أو اثنين من الأيائل في وقت واحد.و تصل إلى مرحلة النضج بحوالي 14 شهرا، وكانت معروفة أنها تستطيع الوصول إلى سن 23 سنة.
- أيل الأب دافيد لديه ذيل طويل، وحوافر واسعة. الكبار معاطفها في الصيف يصبح أحمر مشرق مع ظهر ظلامي شريطي، أما معاطف الشتاء فتصبح رمادي.
- يحب المياه جبا شديدا، ويستطيع السباحة جيدا، وقضاء فترات زمنية طويلة واقف في المياه الذي يصل إلى كتفيه. على الرغم من أن الحيوان يرعى جماعيا.

## الأسماء
- وإلى جانب الاسم الرسمي يوجد كذلك اسم ميلو (Milu)بالصينية، أما باليابانية فهو شيفيزو (Shifuzou) فقد وصفت هذا الحيوان كما أن لها «بحوافر بقرة ولكنها ليست بقرة، ورقبة الجمل ولكن ليس بجمل، ورقبة غزال ولكن ليس بغزال، وذيل حمار ولكن ليس بحمار».مصادر أخرى طالبت بمعان أخرى:«سمع وبصر بقرة ولكنها ليست بقرة، وقرون غزال ولكنها ليست بغزال، وجثة حمار ولكن ليس حمارا، ذيل الحصان ولكن ليس بحصان».بهذا الاسم، دخل هذا الحيوان الغير المدجن الأساطير الصينية جبل ضياء جيانغ في يانيي فنغشن (كما ترجم تنصيب الآلهة)، والخيال الصيني الكلاسيكي مكتوب خلال عهد أسرة مينغ.

## عدد الأفراد

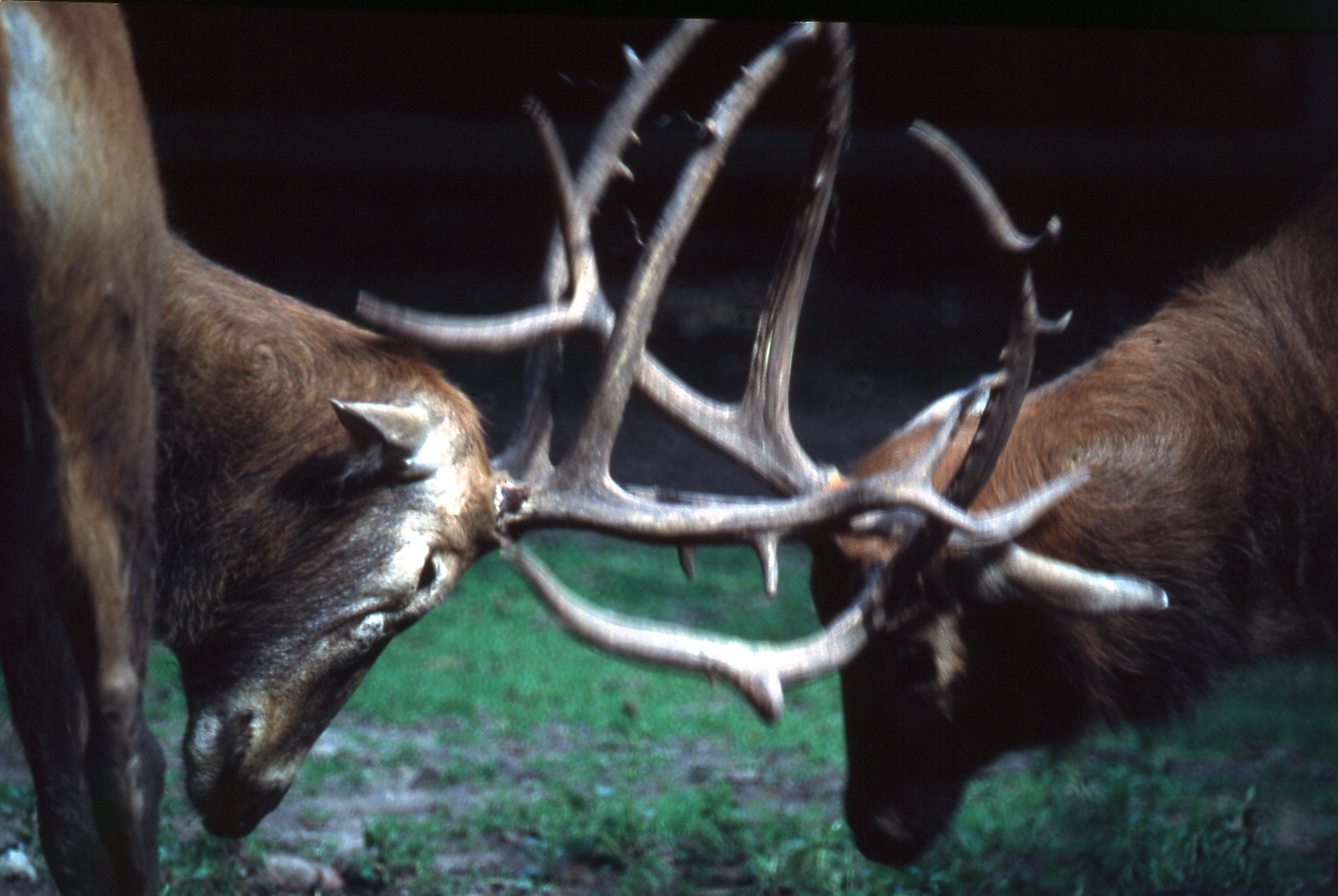
تقاتل فرديين من أيل الأب دافيد

- توجد الآن هذه الأيائل في حدائق الحيوان في جميع أنحاء العالم. وأعيد اثنان من قطعان الأيائل الأب دافيد نهشيازي ميلو بارك ببكين قطيع ثالث أنشئ في بلوغ الأراضي الرطبة تيان'زو، مقاطعة هبى قي عام 1996. وعلى الرغم من قلة عدد الأفراد، لا يبدو أنها تعاني من مشاكل وراثية.
- ووفقا لجين غودال في كتابها «أمل للحيوانات». ديوك بدفورد كان له دور أساسي في إنقاذ الأيل، والتي كانت قد انقرضت في الصين بحلول عام 1900 الأصلي. اكتسب الأيائل القليلة المتبقية في حدائق الحيوان الأوروبية وقطيع في دير مدينة وبرن. التي تعرضت للتهديد مرة أخرى من قبل كل من الحربين العالميتين، وأعيدت إلى الصين.
- وعندما كانت خاضعة القائمة الحمراء للطبيعة (1996)، وتصنف على أنها «معرضة للخطر» في البرية، في إطار معايير دال: يقدر عددهم أقل من 50 فردا. واعتبارا من آخر تقييم في تشرين الأول / أكتوبر 2008، أصبحت مدرجة الآن على أنها انقرضت في البرية.